# Roberto I de Artésia
Roberto I de Artésia (França, 17 de setembro de 1216 – Almançora, 9 de fevereiro de 1250) foi um aristocrata francês, filho de Branca de Castela e do rei Luís VIII e morreu na Batalha de Almançora, no Egito, durante a VII Cruzada. Fugia dos turcos, vítima de seu ímpeto cavalheiresco e de sua imprudência. Ficou apelidado o Valente ou o Bom. Armas, em francês: D'azur semé de fleurs-de-lis d'or; au lambel de gueules en chef, chaque pendant chargé de trois tours d'or, rangées en pal. Cimier : Une fleur-de-lis d'or, chaque feuille sommée d'une plume de paon au naturel.
Conde de Artésia em 1237, foi senhor de Bapaume, de Lens, de Saint-Omer, de Aire e de Hesdin.
Casou em Compiègne em 14 de junho de 1237 com Matilde ou Mahaut do Brabante (1224-29 de setembro de 1288), filha de Henrique II, duque do Brabante, e de Maria de Hohenstauffen, da Suábia ou  da Alemanha. Viúva, Mahaut se casará com Guy ou Guion de Chastillon ou Châtillon, conde de Saint Pol. Foram tronco da Casa D’Artésia capetiana.
Descendência:
- 1 - Branca de Artésia (1248-2 de maio de 1302 Paris, estando sepultada no convento das Menores em Aldgate, Londres). Casada em 1269 com Henrique I de Champagne (1250-1274 Pamplona) o Gordo, Conde de Champagne, Rei da Navarra [filho de Teobaldo V de Champagne, Le Chansonnier, conde da Champagne e de Margarida de Bourbon-Dampierre]; depois de dois filhos, ela enviiuvou e casou em 3 de fevereiro de 1276 em Paris com Edmundo Crouchback Plantageneta (morto em 1296), Earl of Leicester e de Lancastre, filho do rei da Inglaterra. Foi mãe de Joana I de Navarra que se casará com Filipe IV; Teobaldo da Navarra, Tomás Plantageneta, segundo Earl of Lancaster e Henrique, 3º Earl de Lancaster.
- 2 - póstumo, nascido depois de agosto de 1250, Roberto II de Artésia (morto em 11 de julho de 1302 na batalha de Courtrai) o Bom, o Nobre. Conde de Artésia.